# Hanif Baktash

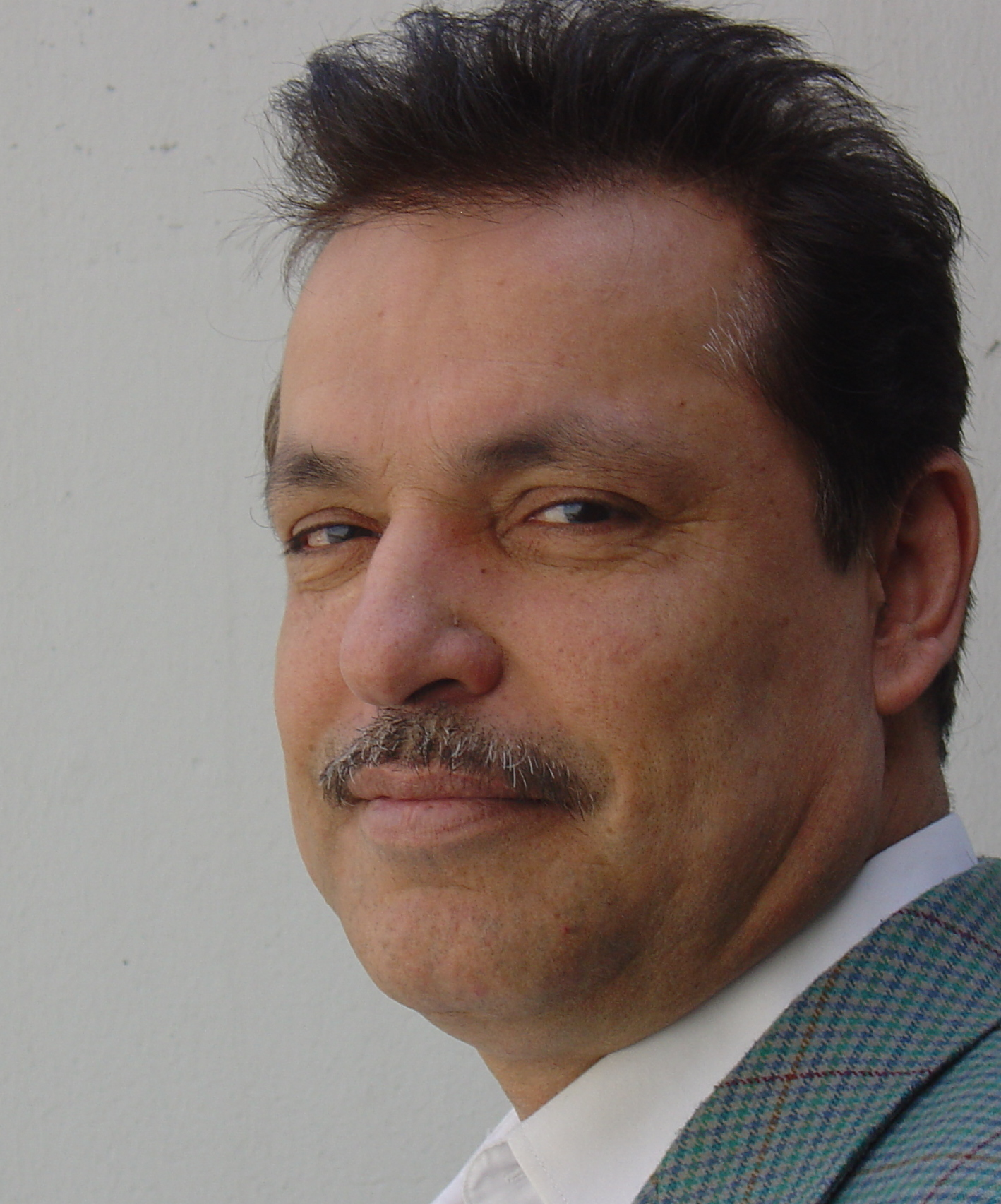
M. Hanif Baktash
17. Mai 2010

Mohammad Hanif Baktash, Ph.D. (* 9. Mai 1961 in Maidan Shahr, Afghanistan) ist ein afghanischer Dichter und Historiker.
Baktash beendete 1978 die Habibia High School. Am 5. Mai 1976 gewann er seinen ersten Preis د پښتو شعر جا یزه: دمور دورځې په منا سبت für seine Dichtungen in Pashto. Er  promovierte in Moskau 1993. Seit 2002 ist er britischer Staatsbürger.

## Veröffentlichungen
- یاداشتهاو نوشته ها in Dari (1984) "Mein Notizbuch"
- دځنګله سترګو کې Gedichtband in Pashto (1987) "In den Augen des Waldes"
- کله چې لمر دخدای ایتونه لولي in Pashto (2010) "Wenn die Sonne die Verse Gottes liest"